# Conus joliveti
Conus joliveti é uma espécie de gastrópode do gênero Conus, pertencente à família Conidae.